# پله باباحسین
پل باباحسین، روستایی بر سر شاهراه ارتباطی ترانزیت کشوری، و از توابع بخش مرکزی شهرستان خرم‌آباد در استان لرستان ایران است.

## جمعیت
این روستا در دهستان کرگاه شرقی قرار دارد و براساس سرشماری مرکز آمار ایران در سال 1390، جمعیت آن 922 نفر (۱۹۸ خانوار) بوده‌است.مردمان این روستا عمدتا از ایل سکوند طوایف:رحیم خانی،مختوا،عین الوند ،پیامنی و نیز طوایف سادات ازجمله سادات ندروند و شاهرخوند می باشند.

## آب و هوا
میانگین سالانه دما در منطقه ۱۴ درجه سانتیگراد است. داغ‌ترین ماه، تیر است، زمانی که دمای متوسط ۳۴ درجه سانتیگراد است و سردترین ماه، دی است با ۲ درجه سانتی گراد. میانگین بارندگی سالانه ۵۷۴ میلیمتر است. کمترین میزان بارش در ژانویه رخ می‌دهد. میزان متوسط بارش در این ماه ۱۱۷ میلی‌متر است. کمترین میزان بارش با میانگین ۱ میلی‌متر در ژوئن رخ می‌دهد.
| \| \| ژانویه \| فوریه \| مارس \| آوریل \| می \| ژوئن \| جولای \| آگوست \| سپتامبر \| اکتبر \| نوامبر \| دسامبر \| \| بارش (میلیمتر) میانگین بیشینه میانگین کمینه \| ۱۱۷ ۸ -۴ \| ۶۹ ۱۴ -۲ \| ۷۵ ۲۱ ۳ \| ۵۵ ۲۶ ۶ \| ۳۱ ۱۲ \| ۱ ۴۲ ۱۹ \| ۱ ۴۵ ۲۲ \| ۱ ۴۳ ۲۲ \| ۱ ۴۴ ۱۹ \| ۳۶ ۳۴ ۱۲ \| ۸۳ ۱۹ ۳ \| ۱۰۳ ۱۱ ۱ \| \| \| میانگین حداکثر و حداقل درجه حرارت در °C \| \| \| \| \| \| \| \| \| \| \| \| \| \| مقدار بارش در میلیمتر بارش سالانه: ۵۷۴ میلی‌متر. \| \| \| \| \| \| \| \| \| \| \| \| |                                                 |          |         |         |       |         |         |         |         |          |         |          |
| | ژانویه                                          | فوریه    | مارس    | آوریل   | می    | ژوئن    | جولای   | آگوست   | سپتامبر | اکتبر    | نوامبر  | دسامبر   |
| بارش (میلیمتر) میانگین بیشینه میانگین کمینه | ۱۱۷ ۸ -۴                                        | ۶۹ ۱۴ -۲ | ۷۵ ۲۱ ۳ | ۵۵ ۲۶ ۶ | ۳۱ ۱۲ | ۱ ۴۲ ۱۹ | ۱ ۴۵ ۲۲ | ۱ ۴۳ ۲۲ | ۱ ۴۴ ۱۹ | ۳۶ ۳۴ ۱۲ | ۸۳ ۱۹ ۳ | ۱۰۳ ۱۱ ۱ |
| | میانگین حداکثر و حداقل درجه حرارت در °C         |          |         |         |       |         |         |         |         |          |         |          |
| | مقدار بارش در میلیمتر بارش سالانه: ۵۷۴ میلی‌متر. |          |         |         |       |         |         |         |         |          |         |          |